# Muraiova reakce
Muraiova reakce je organická reakce, při níž se využívá aktivace vazby uhlík-vodík k tvorbě nové vazby mezi uhlíkovými atomy koncového nebo stericky zatíženého vnitřního alkenu a aromatické sloučeniny pomocí katalyzátoru založeného na rutheniu.
Reakci objevil Šindži Murai v roce 1993. Nejednalo o první známý případ aktivace vazby C-H ovšem Muraiova reakce má vysokou výtěžnost i široký rozsah použitelných substrátů.
Předchozí postupy, jako například hydroarylace, vyžadovaly tvrdší podmínky a měly menší rozsah.

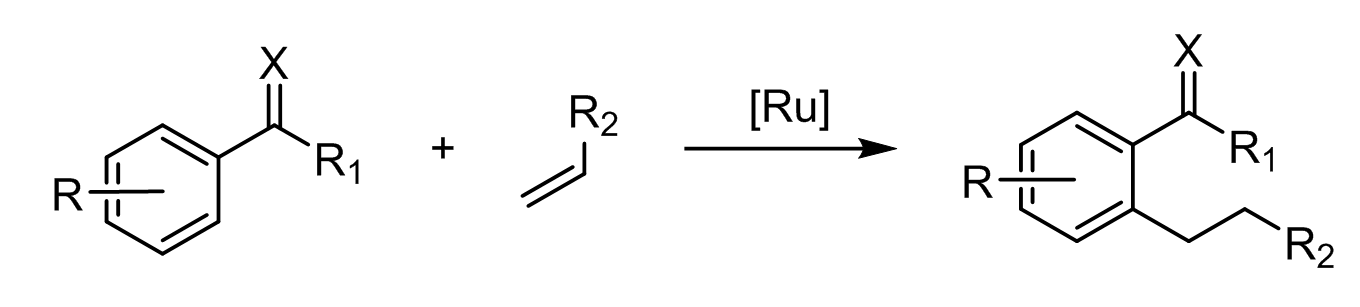
Muraiova reakce; X je řídicí skupina.

## Možnosti reakce a regiochemie

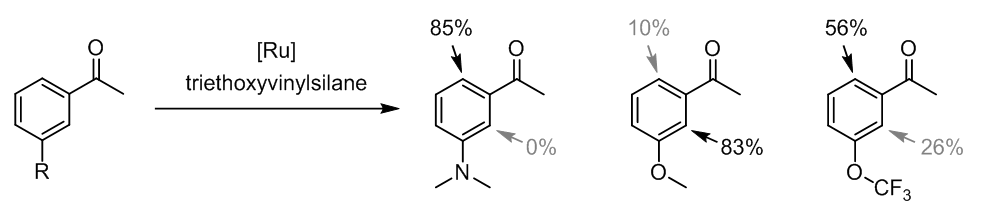
Vliv m-substituentů na regioselektivitu Muraiových reakcí; procenta udávají podíl produktů se substituenty v daných pozicích.

V původní reakci byl jako řídicí skupina požit keton; k tomuto účelu však mohou sloužit i jiné skupiny, například estery, iminy, nitrily a karboximidáty. Byly také popsány Muraiovy reakce využívající disubstituované alkyny.
Bidentátní řídicí skupiny umožňují orthoalkylaci aromatických kruhů α,β-nenasycenými ketony, které jsou z hlediska Muraiových reakcí obvykle nereaktivní.
První prováděné reakce byly narušovány vedlejšími produkty alkylací na obou ortho pozicích. Tento problém byl částečně vyřešen pomocí orthomethylblokujících skupin; došlo ovšem ke snížení reakčních rychlostí. Substituenty v poloze meta ovlivňují regioselektivitu; reakce přednostně probíhá na nejméně stericky zatížené ortho pozici, jestliže není přítomna meta skupina, která se může koordinovat s rutheniovým katalyzátorem. Methoxyacetofenony reagují převážně na více zatížených pozicích.

## Mechanismus
Muraiovu reakci může katalyzovat řada různých sloučenin ruthenia, jako například RuH2(CO)(PPh3)3, RuH2(PPh3)4, Ru(CO)2(PPh3)3 a Ru3(CO)12.

### Ru(0) katalyzátory
Podrobný mechanismus Muraiovy reakce nebyl nalezen. Experimentálními a výpočetními studiemi se došlo k nejméně dvěma možným mechanismům, závisejícím na použitém katalyzátoru.
U katalyzátorů jako je [Ru(H)2(CO)(PR3)3], které mají jako aktivní centrum ruthenium v oxidačním čísle 0, byl propojením teorie funkcionálu hustoty s experimentálními daty získán následující mechanismus:

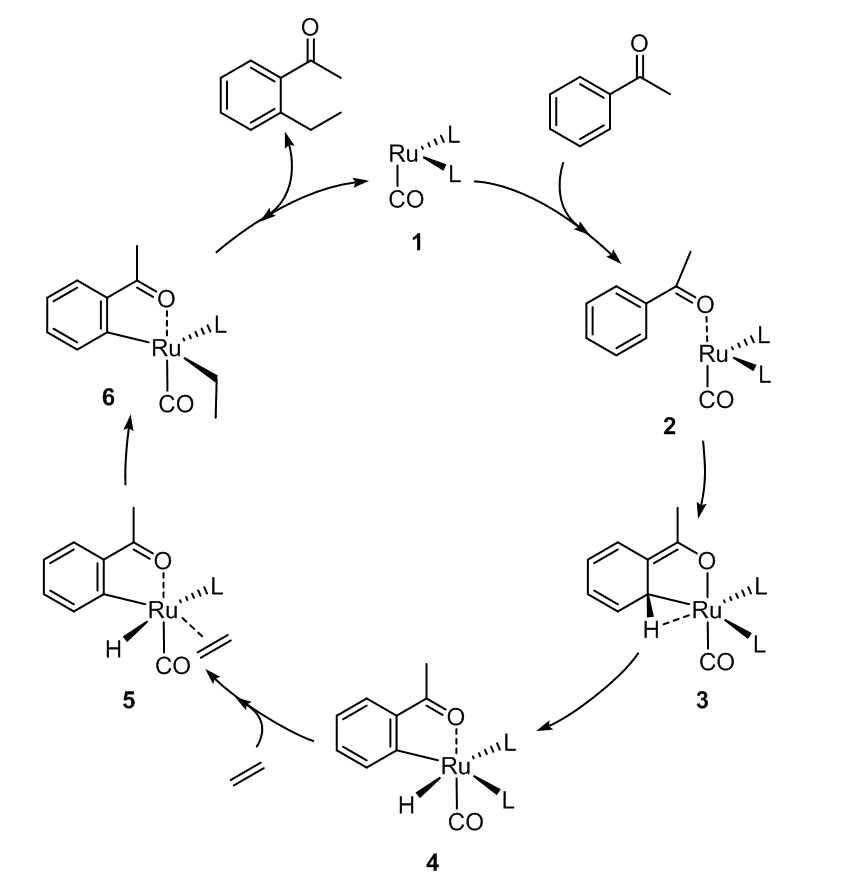
Navržený mechanismus reakce ethenu s acetofenone, (L = PR_{3}); některé přihlížející ligandy na Ru nejsou znázorněny.

Předpokládá se, že za vysokých teplot se RuH2(CO)(PPh3)3 mění na nenasycené komplexy s obecným vzorcem Ru(CO)(PPh3)n species. Katalytický cyklus pravděpodobně začíná koordinací ketonu, po které následuje oxidační adice na vazbu C-H. Vzniklý 5-koordinovaný metalocyklus je stabilizován agostickými interakcemi. Tvorba vazeb C-C je krokem určujícím rychlost reakce.

### Ruthenaté katalyzátory
Komplex [Ru(o-C6H4PPh2)(H)(CO)(PPh3)2] katalyzuje Muraiovy reakce za pokojové teploty.
U [Ru(H)2(H2)2(PR3)2] je aktivním komplexem [Ru(H)2(PR3)2].

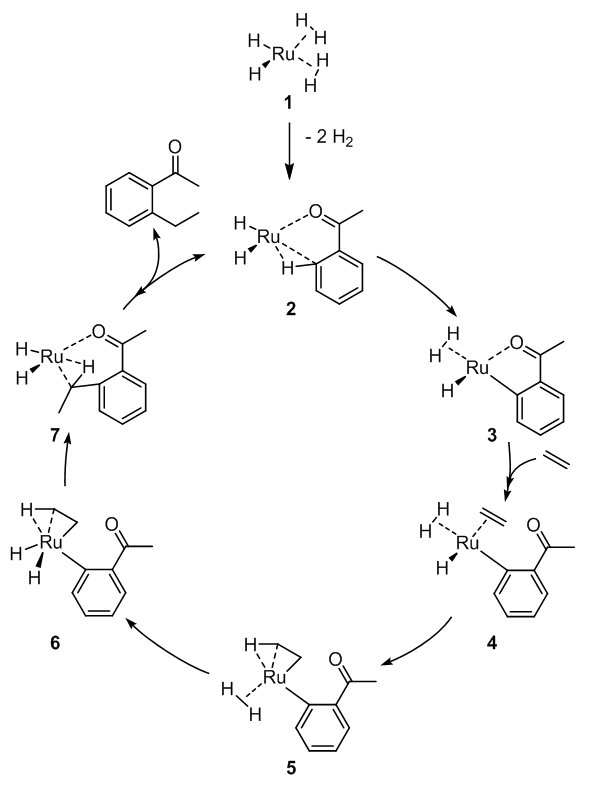
Navržený mechanismus reakce acetofenonu s ethenem za katalýzy [Ru(H)_{2}(H_{2})_{2}(PR_{3})_{2}]. Přihlížející PMe_{3}) ligandy pro přehlednost nejsou znázorněny.

Po vzniku aktivní formy katalyzátoru z 1 se acetofenon koordinuje na komplex přes karbonylový kyslík a agosticky přes ortho-C-H vazbu (2). Podobně jako u mechanismu navrženého pro Ru0 tyto agostické interakce vyvolávají oxidační adici na ortho-C-H. redukční eliminací se uvolní H2, který je stále koordinovaný, a vytvoří se komplex 3. Koordinací ethenu a dekoordinací ketonu vznikne komplex 4, u něhož proběhne navázání ethenu na hydrid za vzniku 5. Po oxidační adici H2 (6) dojde k redukční eliminací a produkt se agosticky naváže na komplex. Koordinací další molekuly acetofenonu dojde k obnovení komplexu 2.